# Takeoa
Takeoa là một chi nhện trong họ Zoropsidae. Chi này được miêu tả năm 1967 bởi Lehtinen.

## Các loài
- Takeoa huangshan Tang, Xu & Zhu, 2004
- Takeoa nishimurai (Yaginuma, 1963)